# Кузнецкий уезд (Сибирская губерния)
Кузнецкий уезд — уезд в Сибири, существовавший до 1822 года.

## История
Кузнецкий уезд был образован в 1618—1622 годах и включал Кузнецкий острог и подчинённые ему волости. Территория уезда ограничивала лишь верховьями реки Томь и бассейна Кондомы и Мрассу, населёнными абинцами и шорцами. К 1629 году территория расширилась за счёт включения земель некоторых алтайских племён. В конце XVII века в Кузнецком уезде кроме Кузнецка числился Верхотомский острог (основан около 1665 года) и 26 небольших селений. В 1703 году в состав были включены земли сагайцев и бельтырцев. В 1708 году Кузнецкий уезд вошёл в состав Сибирской губернии (С 19 октября 1764 года — Царство Сибирское). В 1719 году уезд вошёл в состав Тобольской провинции. В ходе реформ Петра I, уезд некоторое время делился на Кузнецкий и Мунгатский дистрикты. С 1724 года — в составе Енисейской провинции. 16 февраля 1726 году Акинфий Демидов получил высочайшее разрешение Екатерины I на горный промысел в бассейне рек Алея и Чарыша, входивших в Томский и Кузнецкий уезды Сибирской губернии. С 1726 года Кузнецкий уезд снова в составе Тобольской провинции. По Указу от 12 мая 1747 года Кузнецкий уезд вошёл в состав Колывано-Воскресенского горного округа. В 1770—1771 годах под руководством Дорофея Федоровича Головина был построен первый в Кузнецкой земле Томский завод. В 1779 году Кузнецкий уезд был передан в состав Колыванской области Сибирской губернии. В 1782 году уезд вошёл в Тобольское наместничество, c  12 декабря 1796 года — в Тобольской губернии.

## Демография
Основное население: русские, шорцы, а также алтайцы, телеуты, казахи, литовцы, немцы, поляки, хакасы. В 1665 году в Кузнецком остроге числилось 238 человек, а в 1705 году — 368 служилых и оброчных людей. 

## Упразднение
В 1779 году Кузнецкий уезд Тобольской провинции Царства Сибирского был преобразован в Кузнецкий округ Колыванской области, а в 1782 году Кузнецкий округ вошёл в состав Колыванской губернии как Кузнецкий уезд.